# NGC 1370
NGC 1370 est une galaxie elliptique située dans la constellation de l'Éridan. NGC 1370 a été découverte par l'astronome germano-britannique William Herschel en 1796.

## Caractéristiques
Sa vitesse par rapport au fond diffus cosmologique est de 937 ± 29 km/s, ce qui correspond à une distance de Hubble de 13,8 ± 1,1 Mpc (∼45 millions d'al).
À ce jour, une mesure non basée sur le décalage vers le rouge (redshift) donne une distance d'environ 22,000 Mpc (∼71,8 millions d'al). Cette valeur est nettement à l'extérieur des valeurs de la distance de Hubble. Notons que c'est avec la valeur moyenne des mesures indépendantes, lorsqu'elles existent, que la base de données NASA/IPAC calcule le diamètre d'une galaxie et qu'en conséquence le diamètre de NGC 1370 pourrait être d'environ 8,83 kpc (∼28 800 al) si on utilisait la distance de Hubble pour le calculer.
NGC 1370 renferme des régions d'hydrogène ionisé.

## Groupe de NGC 1370
NGC 1370 est le membre le plus brillant d'un trio de galaxies qui porte son nom. Les deux autres galaxies du groupe de NGC 1370 sont NGC 1362 et NGC 1390. Le groupe de NGC 1370 est aussi membre de l'amas de l'Éridan